# ドラゴン (雑誌)
ドラゴン（Dragon）は、ダンジョンズ&ドラゴンズ・ロールプレイングゲームとその関連製品のための情報源である2つの公式雑誌の1つである（もう1つはダンジョン誌）。TSR社は、同社がそれ以前に発行していた「ザ・ストラテジック・レビュー」誌を引き継ぐために、1976年から月刊誌として当初発刊した。印刷物として発行された最終号は2007年9月の359号であった。2007年8月中旬に、印刷版の最終号が発想された直後、ウィザーズ・オブ・ザ・コースト（ハズブロー社の一部）―この出版物の現在の知的所有権保持者―は、印刷版の号数を引き継いでドラゴン誌をオンラインマガジンとして発行することに再着手した（2011年1月に395号が発行された）。

## 歴史
1975年、TSR社はザ・ストラテジック・レビュー誌の刊行を開始した。当時、ロールプレイングゲームはウォーゲームの下位ジャンルとみなされており、この雑誌はダンジョンズ&ドラゴンズとTSRの他のゲームのサポートだけではなく、ウォーゲーム全般を扱っていた。しかしながら、ダンジョンズ&ドラゴンズの高い評判と発展が、このゲーム自身をウォーゲームの支流に留めず、完全に新たな分野としたことがすぐに明らかとなった。
TSRは翌年、ザ・ストラテジック・レビュー誌をたった7号で廃刊にし、代わりに2つの雑誌―ミニチュアゲームを扱う「リトル・ウォーズ」誌、ロールプレイングゲームを扱う「ザ・ドラゴン」誌―を発刊した。リトル・ウォーズ誌は13号が出版された後に廃刊となり、内容はわずかにザ・ドラゴン誌に引き継がれた（24号から）。ザ・ドラゴンは、後にその名を「ドラゴン・マガジン」、そして最終的には単に「ドラゴン」に変更した。
ザ・ドラゴン誌は1976年6月に創刊された。TSRの共同創設者であるゲイリー・ガイギャックスは十数年後にこうコメントした：「私が、ザ・ストラテジック・レビューが適切な媒体ではないと決断した時、タクティカル・スタディーズ・ルールズ（TSR）でティム・カスクを雑誌編集者として雇い、彼が作成するはずの新雑誌をザ・ドラゴンと命名した。私は、それが最終的に世界中のゲーム愛好家達をサポートするための素晴らしい定期刊行誌となるであろうと考えた...これほどの大きな成功と長寿命を誇るものになるとは決して予想はしなかったが」。
ドラゴン誌は、後のダンジョンズ&ドラゴンズ・ゲームの公式製品に取り入れられた多くのルール、呪文、モンスター、マジックアイテム、その他のアイデアの発信源であった。主要例の1つはフォーゴトン・レルム・キャンペーンセッティングであり、その創作者のエド・グリーンウッドによる、1980年代のドラゴン誌に掲載された一連の記事群を通じて初めて知られるようになった。これはその後、1987年からダンジョンズ&ドラゴンズ公式製品のための主要なキャンペーン世界の1つとなった。
ウィザーズ・オブ・ザ・コーストは1997年に、TSRとドラゴン誌を含むその知的財産を買収した。製作拠点はウィスコンシン州からワシントン州に移転された。1999年に、ウィザーズ・オブ・ザ・コースト自身がハズブロー社に買収された。
1999年に、創刊号から250号までの編集物がPDFフォーマットで収録されたCD-ROM（記事とキーワード検索の可能な専用閲覧ソフトを含む）が発売された。これにはザ・ストラテジック・レビュー誌の全7号も収録されていた。この編集物はソフトウェアのタイトルである「ドラゴン・マガジン・アーカイブ」として知られている。ドラゴン誌に長年連載されていたコミックである「ナイツ・オブ・ザ・ディナー・テーブル」の再版権に関する紛争のため、ドラゴン・マガジン・アーカイブは絶版となっており、非常に入手困難である。
2002年、パイゾ・パブリッシングはウィザーズ・オブ・ザ・コーストから、ドラゴン、ダンジョン両誌の出版権のライセンスを得た。そのためドラゴン誌はサポート記事が掲載されたり、エイジ・オブ・ウォームズ、サベージ・タイドなどのような複数号に渡る大きな冒険が促進されることにより、ダンジョン誌に近づいた。毎月1ないし2ページが掲載された「クラス・アクツ」は、特定のキャラクタークラスを掘り下げるアイデアを述べた記事であり、パイゾによって導入された。
2007年4月18日、ウィザーズ・オブ・ザ・コーストはドラゴン誌とダンジョン誌に関するパイゾのライセンスを更新しないことを発表した。ウィザーズ・オブ・ザ・コーストにおけるダンジョンズ&ドラゴンズのシニア・ブランド・マネージャーであるスコット・ラウスは「今日、人々はこの種の情報を入手するためにインターネットを活用している。オンラインモデルに移行することにより、世界中のファンに利用して貰うことができる」。パイゾ・パブリッシングは2007年9月に、ドラゴン、ダンジョン両誌の最後の印刷版を出版した。
2007年8月、ウィザーズ・オブ・ザ・コーストはダンジョンズ&ドラゴンズ第4版に関する計画を発表した。その一部として、新たなオンライン版のダンジョン誌とドラゴン誌であり、購読者はそれに付随するキャンペーン構築、キャラクターシート管理、その他の機能を持つツール群を利用することのできるen:D&Dインサイダーの発行が発表された。このオンライン形態では、ドラゴン誌はダンジョンズ&ドラゴンズのプレイヤー向けの記事（これらの記事からのルールとデータをD&Dキャラクター・ビルダーや他のオンラインツール群に入力できる）を出版し続ける。

## 内容
ドラゴン誌はファンタジーとロールプレイングゲーム全般を扱っていたが、その後TSR（あるいは最近ではウィザーズ・オブ・ザ・コースト）の作成したロールプレイングゲーム―D&Dに特に焦点を合わせた―のための機関誌となった。他社製のゲームに対する扱いは多くの場合小さなものである。
この雑誌の記事の多くはダンジョンズ&ドラゴンズ・ゲームを拡張するために使用することのできる上級クラス、種族、モンスター、その他の題材を含む、D&Dのための補足資料を提供した。人気の高い長期連載コラムである「セージ・アドバイス」は、プレイヤー達によって投稿されたダンジョンズ&ドラゴンズに対する質問に、公式の回答を提供した。他の記事はプレイヤーとダンジョンマスター（DM）の両者に助言と提案を提供した。これは時折、仲間のプレイヤーとうまく付き合って行くには、というようなメタ・ゲーム的な問題を論じた。印刷版の終了時には、この雑誌には4つのコミック―en:ノドウィック、en:ドーク・タワー、ゾゴニア、ウェブコミックであるen:ジ・オーダー・オブ・スティックのen:特別版―が起用されていた。それ以前には人気の高いゲーマー志向の連載コミックとしてen:ナイツ・オブ・ザ・ディナー・テーブル、en:ファイナス・フィンガーズ、en:ホワッツ・ニュー・ウィズ・フィル・アンド・ディクシー、en:ウォーミィ、en:ヤマラ、en:スナーフクエストなどが連載されていた。
ゲーム業界で最も著名な作家、ゲームデザイナー、画家がこの雑誌で作品を発表した。その発行の大部分を通じて、この雑誌はファンタジー小説―短編小説か小説の抄録のどちらか―を掲載した。1990年代以降は、フィクション小説は比較的稀となった。最近の例の1つは、305号に特集されたジョージ・R・R・マーティンの後にヒューゴー賞にノミネートされた小説、乱鴉の饗宴の抄録である。ファンタジーとサイエンスフィクション小説、時折の特に興味深い映画（例えばテレビ映画のメイゼズ・アンド・モンスターズ）の書評もまた売りの1つであった。
様々なen:ダンジョンズ&ドラゴンズ論争の間、ドラゴン誌は臨時にTSR広報の見地からその問題を論じた論文を掲載した。
ドラゴン誌の長年に渡る定期的な特集として「○○の生態」記事が挙げられるが、これは架空の賢者であるen:エルミンスターにより、D&Dに登場する特定のモンスターが詳細に再考察され、どのように摂食、繁殖、その他を行うのかが説明されるものである。パイゾのライセンス期間にはこのような生態記事は「クランチ」（ゲーム・システム上の解説）と、それに対して「フラッフ」（物語と描写）に分化し、以前より重厚化した。
1980年代初期、ドラゴン誌各号の大半には、ロールプレイング冒険、簡単なボードゲーム、何らかの種類の特製ゲーム付録（例えばボール紙製の城の組み立てペーパークラフトなど）が収録されていた。例えば、en:トム・ワムのen:スニッツ・リベンジ、en:ジ・オーフル・グリーン・シングス・フロム・アウター・スペース、en:ファイル13などは全てザ・ドラゴン誌の付録として世に出た。これらの特典は1986年にダンジョン誌―各号にダンジョンズ&ドラゴンズの新たな冒険が何篇か掲載された―が始動して以降、稀となった。
1980年代、TSRがSPIを買収した後、ドラゴン誌にはSPI発行の同名の雑誌に基づいたen:アレス・マガジンと呼ばれる節が新設され、サイエンス・フィクションとスーパーヒーロー・ロールプレイングゲームを専門に扱い、そのページは灰色の縁取りが印刷された。その内容は、TSRのen:マーベル・スーパー・ヒーローズのための、en:マーベル・ユニバースにおける様々なキャラクターの評価記事が含まれた。

## 特別号
上記の通り、ザ・ドラゴン誌以前にザ・ストラテジック・レビュー誌が7号出版された。ドラゴン誌の初期の頃に、ザ・ストラテジック・レビュー誌とザ・ドラゴン誌から注目度の大きな記事を集めて再版した、5冊の「ベスト・オブ・ザ・ドラゴン」が出版された。
1996年から2001年まで、ドラゴン・マガジンは毎年13番目の号として全てが新記事の「ドラゴン・アニュアル」を出版した。

## 歴代編集長
- ティム・カスク              - 編集長 1号～34号
- ジェイク・ジャケット        - 編集長 35号～48号
- キム・モハン                - 編集主幹 49号～114号；199号～217号
- ロジャー・E・ムーア         - 編集長 115号～198号
- ヴォルフガング・バウアー    - 編集長 218号～221号
- ピアース・B・ウォッターズ   - 編集主幹 222号～238号
- アンソニー・J・ブライアント - 編集長 222号～229号
- デイヴ・グロス              - 編集長 230号～273号；編集主幹 274号～287号
- ジェシー・デッカー          - 編集主幹 288号～311号
- クリス・トマソン            - 編集主幹 312号～315号
- マシュー・サーネット        - 編集主幹 316号～326号
- エリック・モナ              - 編集主幹 327号～359号
- クリス・ヤングス            - 編集主幹 360号～388号
- スティーブ・ウィンター      - 編集主幹 389号～現在

## 受賞
- 1986年 オリジン賞 「1985年最優秀ロールプレイング商業雑誌」
- 1990年 オリジン賞 「1989年最優秀アドベンチャーゲーム商業雑誌」
- 1994年 オリジン賞 「1993年最優秀ゲーム商業雑誌」
- 1995年 オリジン賞 「1994年最優秀ゲーム商業雑誌」、「オリジン・アドベンチャーゲームの名誉の殿堂」
- 2004年 オリジン賞 「2003年最優秀ゲーム関連定期刊行誌」
- 2007年 オリジン賞 「2006年最優秀ノンフィクション出版物」